# Robert Hauvespre
Robert Hauvespre, né le 25 décembre 1923 à Liffré (Ille-et-Vilaine) et mort le 30 novembre 1997 à Clamart, est un footballeur français des années 1940 et 1950. Durant sa carrière professionnelle, réalisée exclusivement sous les couleurs du Stade rennais, il évolue au poste d'attaquant.

## Biographie
Né le 25 décembre 1923 à Liffré, Robert Hauvespre joue avec le club de son village, l'US Liffré, avant d'intégrer les rangs du Stade rennais. En 1940, il a 16 ans et évolue avec l'équipe junior du club lorsque la guerre lui donne l'occasion de faire ses débuts chez les séniors. De nombreux joueurs étant absents, mobilisés sur le front, le club participe à la Coupe des Aînés, championnat organisé entre clubs du district d'Ille-et-Vilaine. Ces absences lui permettent de jouer deux rencontres avec l'équipe fanion : il est titularisé sur l'aile gauche de l'attaque contre l'US servannaise et malouine, puis face au Dinard AC, pour un match nul et une victoire.
Robert Hauvespre retourne ensuite dans les rangs amateurs, puis à l'US Liffré, avant de retrouver l'effectif professionnel rennais à la fin de la guerre, en 1945. Âgé de 21 ans, il intègre une équipe dirigée par Franz Pleyer, et côtoie alors en attaque Jean Prouff, Henri Combot ou encore Joseph Rabstejnek. Le 23 septembre 1945, il dispute le premier match de sa carrière en Division 1 face au Red Star, pour une victoire un but à zéro. Au total, pour sa première saison professionnelle, il dispute vingt-trois rencontres de championnat, et ne marque aucun but. Il doit en effet attendre le 9 février 1947, et un déplacement au stade Geoffroy-Guichard face à l'AS Saint-Étienne, pour inscrire son premier but à ce niveau, à l'occasion d'une victoire rennaise cinq buts à un. Durant quatre saisons, Robert Hauvespre est un titulaire régulier de l'attaque rennaise, où il épaule notamment Jean Grumellon. En 1949-1950, Franz Pleyer le replace finalement occasionnellement au milieu de terrain, lors d'une saison où son temps de jeu diminue. L'année 1950 marque la fin de son passage au Stade rennais, pour lequel son bilan s'élève à 97 matchs joués en première division, pour six buts marqués. Robert Hauvespre abandonne alors sa carrière de footballeur professionnel, et rejoint l'US Boulogne, sous statut amateur.
Il meurt le 30 novembre 1997 à Clamart.

## Statistiques
| Saison                | Club                  | Championnat           | Championnat | Championnat | Coupe(s) nationale(s) | Coupe(s) nationale(s) | Total | Total |
| Saison                | Club                  | Division              | M.          | B.          | M.                    | B.                    | M.    | B.    |
| 1945-1946             | Stade rennais UC      | Division 1            | 23          | 0           | 1                     | 0                     | 24    | 0     |
| 1946-1947             | Stade rennais UC      | Division 1            | 25          | 2           | 1                     | 0                     | 26    | 2     |
| 1947-1948             | Stade rennais UC      | Division 1            | 17          | 2           | 3                     | 1                     | 20    | 3     |
| 1948-1949             | Stade rennais UC      | Division 1            | 19          | 1           | 2                     | 0                     | 21    | 1     |
| 1949-1950             | Stade rennais UC      | Division 1            | 13          | 1           | 3                     | 0                     | 16    | 1     |
| Total sur la carrière | Total sur la carrière | Total sur la carrière | 97          | 6           | 10                    | 1                     | 107   | 7     |